# 小斉平敏文
小斉平 敏文（こせひら としふみ、1949年9月30日 - 2015年7月9日）は、日本の政治家。宮崎県小林市議会議員（3期）、宮崎県議会議員（3期）、参議院議員（1期）を務めた。

## 略歴
宮崎県小林市出身。1968年鹿児島県立甲南高等学校卒業。1974年衆議院議員・小山長規の秘書となる。1979年小林市議会議員に初当選し、以後連続3期務める。1991年宮崎県議会議員に初当選し、以後連続3期務める。2001年7月の参議院議員通常選挙に自民党公認で宮崎県選挙区から出馬。現職の長峯基らを破り初当選。2005年11月2日、農林水産大臣政務官に就任。
2007年7月の第21回参議院議員通常選挙では再選を目指したが、無所属の新人・外山斎に敗れた。2010年4月の小林市長選挙に出馬するも落選。

## 所属していた団体・議員連盟
- 神道政治連盟国会議員懇談会